# Aloe scorpioides
Aloe scorpioides é uma espécie de liliopsida do gênero Aloe, pertencente à família Asphodelaceae.